# 统治鹦鹉
统治鹦鹉（Polytelis anthopeplus）也称至尊鹦鹉，摄政王鹦鹉，黑尾鹦鹉，是鹦鹉科的一种，全身羽毛大部分为黄色，尾羽为绿色，分布于澳大利亚东南部。以植物的种子为食。统治鹦鹉最早为英国作家爱德华·李尔于1831年描述。

## 亞種
统治鹦鹉有兩個亞種，西部的亞種Polytelis anthopeplus anthopeplus的保護狀況為無危，東部的亞種Polytelis anthopeplus monarchoides則是瀕危。